# Bank of China Building (Singapur)
El edificio del Bank of China en Singapur es un complejo que consta de dos rascacielos situados en el distrito financiero central. Se levanta en el número 4 de la calle Battery Road, al lado de otros rascacielos, el 6 Battery Road o la Maybank Tower, y a unos 100 metros del Hotel Fullerton. La Torre sirve como sede del Bank of China. 

## Historia
El antiguo edificio del Bank of China fue construido en 1954 con un total de 18 plantas. Fue diseñado por P & T Architects & Engineers Ltd (también conocido como Palmer y Turner) de Hong Kong. El par de leones que guardan la entrada es una obra de Rudolfo Nolli. El bloque fue el edificio más alto del distrito central de negocios de Singapur, Raffles Place desde 1954 hasta 1974, cuando fue superado por la Plaza UOB dos. 
El nuevo bloque adicional fue terminado en 2000. Con 36 pisos y una altura de 168 metros se construye inmediatamente adyacente a la vieja manzana y comparte un podio común. 
|                                   |
| Entrance guarded by Nolli's lions |